# Terriers de Boston
Les Terriers de Boston (Boston University Terriers) sont un club omnisports universitaire de l'Université de Boston, située à Boston dans le Massachusetts aux États-Unis. Les équipes des Terriers participent aux compétitions universitaires organisées par la National Collegiate Athletic Association.

## Hockey sur glace
L'équipe de hockey sur glace masculine fait partie de la conférence Hockey East, évoluant en division 1. Elle fut championne nationale NCAA à cinq reprises, soit en 1971, 1972, 1978, 1995 et en 2009.

### Revue de presse
- Une ville d'universités... et de hockey  par Michel Marois de Cyberpresse.ca le 14 décembre 2010